# René Paty
Pour les articles homonymes, voir Paty.
René Paty de son nom complet René, Augustin, Constant, Florentin, Lucien Paty, né le 17 mars 1891 à Montrieux-en-Sologne et mort le 10 avril 1945 au camp de concentration de Bergen-Belsen, est un instituteur, syndicaliste et résistant français.

## Biographie
René Paty est né dans une famille dont les parents Lucien, Constant Paty et Florence, Augustine Soutif étaient instituteurs,. Pensionnaire à 12 ans à l'école primaire supérieure d'Onzain, puis à 15 ans à l'école normale d’instituteurs de Blois (Loir-et-Cher) : promotion 1906-1909. À 18 ans, il obtient son brevet supérieur et son certificat d'aptitude pédagogique d’instituteur[réf. souhaitée].
Trop jeune pour être affecté à un poste, il a été pendant deux années instituteur-adjoint à l'école primaire supérieure d'Onzain. En 1912, il fait son service militaire. Il y est encore en 1914 à la déclaration de guerre et choisit d'être musicien-brancardier[réf. souhaitée].
Le 8 mai 1920, il épouse l'institutrice Louise Eugénie Vallier, veuve de Gaston Maurice Faisant. Appartenant au corps d'enseignement laïque, elle officie à Clichy (Hauts-de-Seine) et lui à Paris 17e, rue Pouchet. René Paty s'engage d'abord dans le Syndicat national des instituteurs où il assure des responsabilités au sein de la section de la Seine (Paris et petite couronne). En 1929, lorsque son ami Georges Lapierre crée la revue syndicale hebdomadaire L'École libératrice, c’est René Paty qui est chargé du pilotage de son importante partie pédagogique. Il milite également à la Ligue de l'enseignement avec Robert Dyard. Il s'engage en politique en adhérant au parti socialiste SFIO. Franc-maçon en 1925, il appartient à la loge Étoile polaire du Grand Orient de France. Plus tard, il fréquente les milieux pacifistes contre la montée du nazisme et aide des réfugiés politiques allemands.
En 1933, René Paty est directeur d'école, no 5 rue Émile-Zola, à Saint-Ouen. L'année suivante, Louise, son épouse, le remplace à l'école de Saint-Ouen et il prend la direction de l'école, rue Legendre, à Paris 17e[réf. souhaitée].
En 1936, lorsque le Front populaire arrive au pouvoir, le ministre de l'Éducation Nationale Jean Zay demande au Syndicat des instituteurs de lui proposer quelqu'un pour s'occuper près de lui de l'enseignement primaire. C'est René Paty qui est nommé chef-adjoint du cabinet du ministre de l'Éducation Nationale où il a œuvré durant trois années,. Un journal local rapporte, le 14 septembre 1936, une collision routière sans gravité du chef de cabinet, René Paty, avec un cycliste.
Le 1er octobre 1938, René Paty est nommé directeur de l'École de garçons rue Lacordaire à Paris 15e. Mais, comme il est toujours au cabinet du ministre de l'Éducation Nationale, il charge un des instituteurs, M. Giudicelli, de la direction par intérim. En 1939, René Paty continue son activité auprès d'Yvon Delbos, le successeur que Jean Zay s'était choisi, puis d'Albert Sarraut. En juin 1940, il quitte le ministère et reprend son emploi de directeur d'école, cette fois-ci rue Lacordaire à Paris 15e[réf. souhaitée].
Dès juillet 1940, il commence à nouer des contacts avec des amis enseignants, socialistes, francs-maçons, pour lutter contre le nouveau gouvernement et l’occupation. En novembre 1940, il a participé à l'élaboration de la manifestation du 11 novembre à l'Arc de triomphe de l'Étoile. Lui et ses amis ont créé des réseaux et établi des relations avec d'autres : Maintenir (en octobre 1940), Syndicat clandestin des instituteurs, Libération-Nord, CND Castille du colonel Rémy, OCM, la loge Patriam Recuperare et le journal La Nouvelle République. Leur action était de renseignement, de reconstitution d'associations dissoutes et de préparation de l'après-guerre[réf. souhaitée]. Il est enregistré sous la cote GR28P449-978 parmi les agents de réseau de renseignement.
En juillet 1941, les lois de Vichy sur les juifs et les francs-maçons ont été promulguées. Le 1er octobre 1941, jour de la rentrée, l'inspecteur de l'enseignement primaire vient à l'École rue Lacordaire pour intimer à René Paty, frappé de révocation, l'ordre de quitter immédiatement son bureau de directeur d'école. Sans travail, René Paty recherche une occupation dans ses capacités. Avec l'aide financière d'amis, il achète une petite librairie place Saint-Michel à Paris. La librairie devient un lieu de rendez-vous d'amis et d'opposants au régime de Vichy et à l'Occupation. Il s’absente de temps en temps pour aller en province rencontrer d'autres amis, recueillir des renseignements. Il est alors remplacé à la librairie par son épouse, également révoquée par le régime de Vichy[réf. souhaitée].
Le 2 mars 1943, vers 10 heures du matin, deux policiers allemands viennent l'arrêter à la librairie. Au même moment tous les membres de son groupe d'enseignants résistants sont arrêtés, dont Augustin Malroux, Maurice Dirand, Georges Lapierre, Georges Vidalenc et Claude Bellanger. Après une perquisition à l'appartement, René Paty est emmené au ministère de l'Intérieur, rue des Saussaies, puis à la prison de Fresnes. Il se retrouve dans la cellule « 501/III » avec d'autres résistants. Il y reste jusqu'en septembre 1943, puis il est transféré à la gare de l'Est et déporté vers l'Allemagne avec ses compagnons. Après être passé par le camp de Neue Bremm près de Sarrebruck, il est enfermé au camp de concentration d'Oranienburg-Sachsenhausen, près de Berlin, plus précisément au Kommando de Bad Saarow, sous un régime semblable au Nacht und Nebel, sans possibilité d'écrire, de recevoir des lettres et des colis[réf. souhaitée].
Avec l'avancée de l'Armée soviétique sur le front de l'Est durant l'hiver 1944-45, les autorités allemandes décident de déplacer les déportés vers l'ouest. En février 1945, René Paty et plusieurs compagnons sont transférés au camp de concentration de Bergen-Belsen entassés à 120 personnes dans des wagons à bestiaux pendant trois jours. À cette époque l'état de ce camp est effroyablement dominé par la famine et le typhus. Le 10 avril 1945, Claude Jordery, Augustin Malroux et René Paty meurent les uns à côté des autres.
Le 29 juillet 1945, Mme Veuve René Paty adresse une lettre à Paule Malroux, pour laquelle Maurice Dirand lui décrit les conditions de vies dans les camps.
Parmi le petit groupe de militants, Georges Lapierre est mort à Dachau. Georges Vidalenc et Maurice Dirand sont revenus des camps de concentration, le premier est resté muet et le second a raconté le parcours des atrocités subies.
Son fils s'est recueilli, en avril 2000, sur le mémorial dédié à Jean de Noailles, duc d'Ayen, mort le 14 avril 1945 à Bergen-Belsen.

## Hommages
René Paty, qui était resté pendant sept ans soldat de 2e classe, a été nommé sous-lieutenant à titre posthume. On lui a décerné la médaille de la Résistance.
Dans son lieu de naissance, à Montrieux-en-Sologne, il est mentionné sur le Monument aux Morts, situé dans le cimetière de la commune, parmi les 47 noms présents.
Deux plaques commémoratives ont été posées à son nom : une, le 25 novembre 1945, dans l'école de la rue Legendre[réf. souhaitée] et l'autre, le 27 janvier 1946, dans l'école de la rue Lacordaire (Paris 15e).
Toujours à Paris, son nom est indiqué sur plusieurs plaques commémoratives :
- Mentionné sous celui de Jean Zay, sur une plaque posée à la sortie de la cour du ministère de l'Éducation nationale[16] ;
- Mentionné au 1er étage d'un temple maçonnique situé dans la rue La Condamine du 17e arrondissement[30] ;
- Mentionné sur le Mémorial du souvenir à l'hôtel du Grand Orient de France, situé au no 16 de la rue Cadet dans le 9e arrondissement[31].

Au début de l'année 1996, le gouvernement promulgue un arrêté permettant d'apposer la mention « Mort en déportation » sur l'acte de décès.

## Sources
- Registre d’Incorporation matricule 344 du 12 octobre 1912 (archives départementales de Loir-et-Cher)
- Fondation pour la mémoire de la Déportation : http://www.mortsdanslescamps.com/indexfr.html